# Wielka Waga Miejska we Wrocławiu

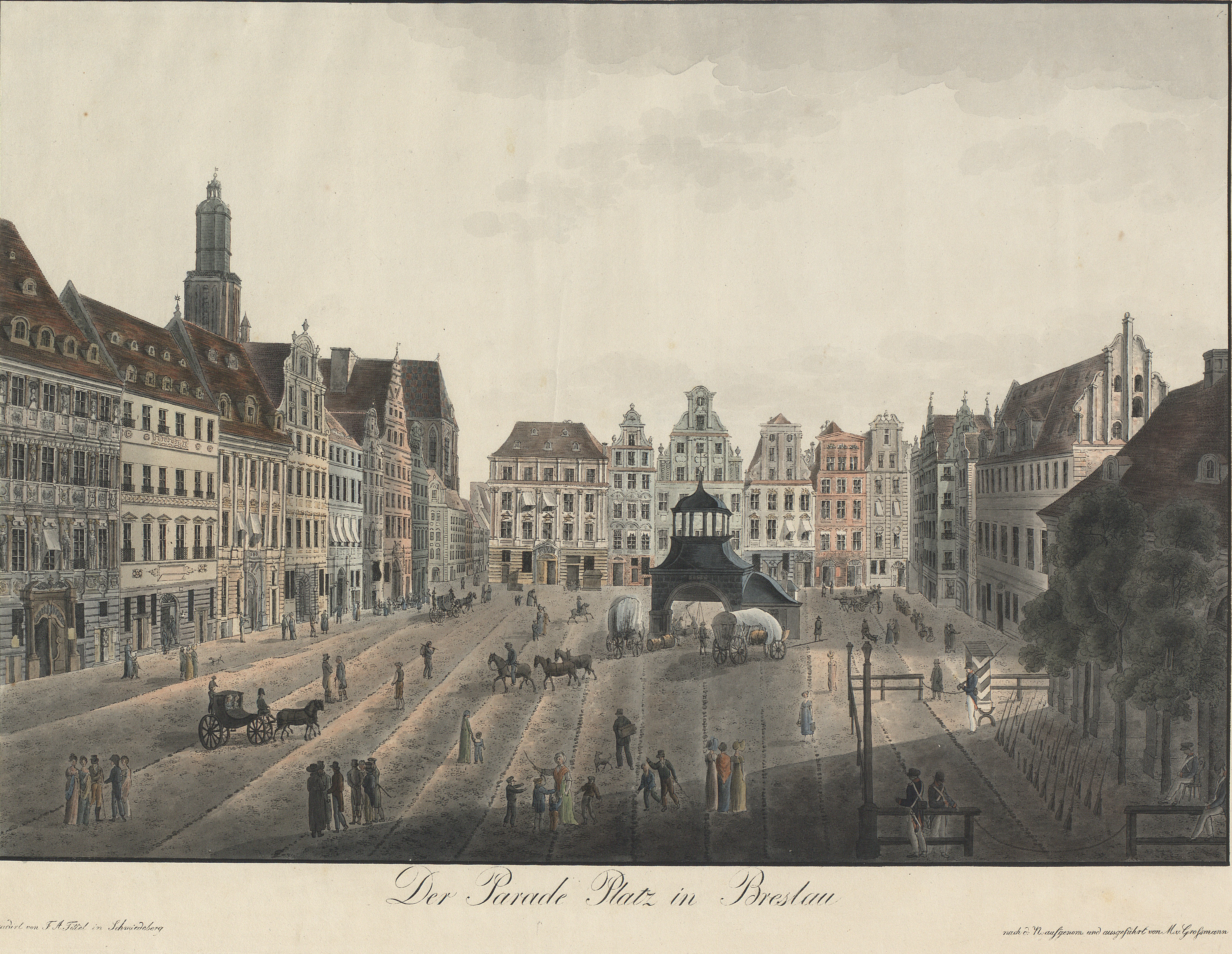
Wielka Waga na zachodniej części Rynku, lata 1769–1850

Wielka Waga  – budynek Wielkiej Wagi Miejskiej, który znajdował się na wrocławskim Rynku w zachodniej części placu, przed zachodnim wylotem Sukiennic. Na wrocławskim Rynku znajdowały się dwie wagi: Wielka Waga i Mała Waga. Wielka Waga została zburzona w 1846 roku.
Ustawienie wagi na placu targowych, jakim w XIII-wiecznym Wrocławiu był Rynek, związane było z przywilejem książęcym i wprowadzonym prawem w 1273 roku. tzw. „prawem wagi” (prawem składu) oraz prawem mili. Wszystkie towary o wadze powyżej jednego cetnara, zarówno te przywożone do miasta jak i z niego wywożone, musiały być zważone na wadze miejskiej. Wszystkie towary musiały być ponadto składowane na placu przez co najmniej trzy dni.
 Na wrocławskim Rynku znajdowały się dwie wagi: Wielka Waga i Mała Waga.

## Wielka waga
Pierwszy drewniany, mały budynek Wielkiej Wagi został wzniesiony na zachodniej części Rynku, gdzie znajdował się wielki plac składowy. Po raz pierwszy wspomniany w  dokumencie z roku 1332; występuje również na planie miasta z roku 1562. Od niego swoją nazwę wzięła zachodnia pierzeja Rynku – „Przy Budce” lub „Przy Wadze”. Wielka Waga służyła do ważenia towarów powyżej dziesięciu cetnarów.
W 1571 roku dotychczasowy budynek wyburzono, a w jego miejsce wzniesiono nowy, murowany, na planie kwadratu o boku równym 7,20 m. W narożnikach znajdowały się kwadratowe filary, między którymi przerzucono półkoliste arkady. Budynek był otwarty na cztery strony, a w jego wnętrzu, pośrodku ustawiona była duża dwuramienna waga. Całość pokrywał dach przechodzący w regularny ośmiobok, zakończony spiralnymi kolumienkami podtrzymującymi baniasty, nieco spłaszczony hełm, zakończony gałką i chorągiewką. Nad jedną z arkad znajdowała się tabliczka z datą 1571.
W 1769 roku, od strony wschodniej budynku, dobudowano drewnianą, a od 1801 roku murowaną przybudówkę dla wagowego. Całość została zburzona w 1846 roku. OW miejscu, gdzie znajdowała się Wielka Waga, ustawiono tabliczkę upamiętniającą, a z czerwonej kostki brukowej utworzono obrys dawnego budynku.

## Mała Waga
W tym samym czasie, gdy wznoszono drewniany budynek Wielkiej Wagi, w zachodniej części bloku śródrynkowego, u wylotu zachodniego przejścia Kramów Bogatych (obecnie Przejście Żelaźnicze) znajdował się jednoizbowy mały budynek, w której umieszczona była Mała Waga przeznaczona do ważenia towarów do dziesięciu cetnarów. Na jej temat wzmiankują dokumenty z lat 1387 i 1396 ale nieznany jest wygląd budynku. 
3 kwietnia 1521 roku, w miejsce budynku gdzie znajdowała się mała waga rozpoczęto budowę nowego budynku (zakończoną w 1522); powstał wówczas dwupiętrowy budynek zwany Domem Małej Wagi. Pokryty był dwuspadowym dachem o szerokości 10,5 metrów i długości 30,6 metrów i rozciągał się od przejścia kramów bogatych do linii na przedłużeniu południowego szeregu komór sukienniczych. Na parterze umieszczono pomieszczenia Małej Wagi i kasy a w środkowej części dwa ostrołucznie sklepione korytarze prowadzące do Sukiennic a pomiędzy nimi schody prowadzące na drugą kondygnację. W elewacji zachodniej, pomiędzy korytarzami znajdowało się potrójne okno z późnogotyckim, rzeźbionym tympanonem a w nim umieszczono datę „Anno dominis 1521”. Nad prostokątnym portalem prowadzącym do środka, w jego nadprożu umieszczona było wyobrażenie głowy Jana Chrzciciela na kamiennej misie z gotyckim napisem na obrzeżu. Na pierwszym piętrze znajdowały się trójdzielne okna obramione kamiennymi opaskami z profilami krzyżującymi się w narożnikach i z rzeźbionymi podokiennikami.  	
Na pierwszym piętrze znajdowała się sala winiarni dla szlachty, kupców i mieszczan. W kolejnych latach, po zlikwidowaniu wyszynku, sale wykorzystywano jako giełdę. Fasada budynku była ozdobiona „fryzami z alegorycznymi przedstawieniami kolejnych etapów życia ludzkiego”. Nad oknami znajdowały się małe tympanony udekorowane wrocławskimi motywami heraldycznymi.
W latach 1530–1532, pomiędzy Domem Małej Wagi a Sukiennicami dobudowano trzykondygnacyjny czworokątny budynek, w którym znajdował się Urząd Wagi, Szrotu i Ryby; od 2 maja 1657, na mocy dekretu Rady Miejskiej, zwany był Domem Płócienników.